# It's Different Now
It's Different Now är en singelskiva med Curt & Roland som är inspelad i Cavatina Studio i Kumla. Utgiven 1968.

## Låtlista
Sida A
1. "It's Different Now"

Sida B
1. "Det står en vän"